# 月美里
月美里（臺灣客家語南四縣腔：ngied miˊliˊ）是高雄市杉林區的一個里。該里位於月眉里的南邊，屬於月眉河階的尾端，呈北寬南窄的形狀，北與月眉相連，東、南邊以月光山和美濃、旗山為界，對岸為旗山圓潭子地區。村內的聚落有莿桐坑、新開庄、竹圍、下寮、叛產厝、寨仔腳等，日治初期與月眉村各聚落合為「月眉庄」，1920年改為「月眉」大字，戰後與月眉村分為兩村，延用一字，改為月美村，並在縣市合併後改村為里。

## 地理
本村西北為平原，東南為月光山和寨仔腳山所盤據越山可達美濃，清代以來，即為美濃人越山開墾的地區，本村各聚落多為美濃人移居開墾而成，為客家村落。面積11.652平方公里，東至桐竹路鳥仔坑，西至楠梓仙溪河堤，南至月光山隧道口，北至月美國小。

## 外部連結
- 台灣地名辭書卷五：高雄縣（第二冊）
- 高雄市杉林區區政統計年報 （页面存档备份，存于）
- 地名資訊服務網 （页面存档备份，存于）